# Ricardo Cosac
Ricardo Cosac, (São Paulo, 1946)  é um empresário e piloto de automóveis brasileiro.
Filho de Nazir João Cosac, um dos mais importantes empresários de mineração do país, Ricardo começou sua carreira em 1968. Correu em diversas categorias, sendo campeão de marcas em 1990, na equipe do Hotel Novo Mundo, ao lado de Andreas Mattheis, pai da modelo e atriz global Fiorella Mattheis.
Mais recentemente, Cosac participou da Porsche GT3 Cup Brasil. 
É também piloto de helicópteros e instrutor de time trail no autódromo de Jacarepaguá, no Rio de Janeiro.
Cosac produziu o CD Sonho de Lugar, de seu amigo e renomado pianista Osmar Milito, que foi muito aclamado pela crítica e o primeiro CD solo do artista.